# Aeroportul Igarka
Aeroportul Igarka (IATA: IAA, ICAO: UOII) este un aeroport din Igarka⁠(d), Q18405833⁠(d), Raionul Turuhansk, Krasnoiarsk, Rusia ce deservește zona Igarka⁠(d). Aeroportul a fost tranzitat în 2018 de 278.039 de pasageri. A fost numit după zona deservită.
Situat la o altitudine de 25 m, aeroportul dispune de 1 pistă.

## Infrastructură

### Piste
Aeroportul dispune de o singură pistă. Pista 12/30 are suprafața de beton și dimensiunile 2.512 m × 45 m. 